# امپراتور جومی
امپراتور جومی (به ژاپنی: 舒明天皇 Jomei)؛ سی و چهارمین امپراتور ژاپن بود.